# Глибченко, Вадим Владимирович
Вадим Владимирович Глибченко (укр. Вадим Володимирович Глибченко; 1 апреля 1953, Киев, УССР, СССР — 12 июля 2000, там же, Украина) — советский и украинский архитектор. Лауреат Шевченковской премии (1983).

## Биография
Родился в г. Киев. В 1983 году окончил Киевский инженерно-строительный институт. Работал в 1973—1986 годах в «Укрпроектреставрации», в это время за реставрацию в 1980—1982 годах Мариинского дворца в Киеве — памятника архитектуры XVIII века, стал лауреатом Шевченковской премии 1983 года — вместе с Анатолием Яворским, Ириной Иваненко, Львом Новиковым, Виталием Шкляром, Аркадием Хабинским, Евгением Куликовым. Во время этой реставрации принимал участие в разработке эскизных проектов и рабочих чертежей многих видов проектных работ, в том числе чертежи деревянных изделий — окон и дверей, лепка и декорирование отдельных помещений, благоустройство территории, фонтанов, главных и парковых дверей, а также разрабатывал проекты инкрустированных паркетов и полов из мрамора.
В 1986—1990 годах — главный архитектор «Укрпрофспортпроекта», в 1991—1995 — руководитель управления спортивных сооружений Центрального совета спортивного общества «Колос». С 1995 года на творческой работе.
Среди сооружений: Владимирский собор-усыпальница адмиралов российского флота (Севастополь), Трехсвятительская церковь (Диканька Полтавской области), Одесская филармония (бывшая Биржа), Приморский бульвар — 1970—1980-е годы, в соавторстве.